# Asparagus botschantzevii
Asparagus botschantzevii là một loài thực vật có hoa trong họ Măng tây. Loài này được Vlassova mô tả khoa học đầu tiên năm 1980.